# قيادة موسيقية

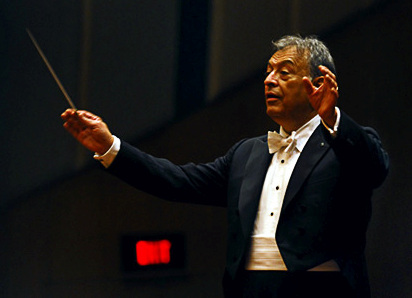
الكوندكتر زوبین مهتا

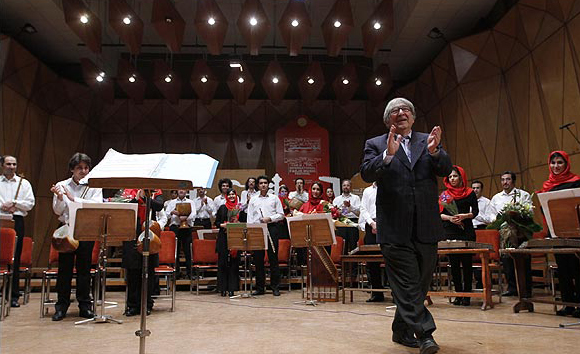
قائد الأوركسترا

القيادة الموسيقية (بالإنجليزية: Conducting)‏ هو فن توجيه العرض الموسيقى عن طريقة الإيماءات، والواجب الاساسي منها هو توحيد الأداء وضبط الإيقاع بدقه واضحة. ويُسمَّى من يؤدي هذه المهمَّة قائد الفرقة الموسيقية أو قائد الأوركسترا (بالإنجليزية: Conductor)‏.

## التاريخ
في الماضي كان المُلحن أو عازف الكمان الرئيسي هو «قائد الأوركسترا» لتوجيه الأداء وتوزيع المهام وقد مارست هذه الطريقة في العصور الوسطى في الكنيسة المسيحية. لكن مع الحاجة إلى تنظيم الأدوار وإنشاء منصب أكثر «ديمومة»؛ أصبح دور قائد الأوركسترا ذا أهمية متزايدة (من عصر بيتهوفن تقريبًا). دور قائد الاوركسترا أكثر من مجرد رفع عصا في الهواء، يقوم قائد الفرقة الموسيقية «الاوركسترا» بكتابة تفسير لـ «النوتة الموسيقية» على أمل أن يشرح الهدف من وراء الألحان. قائد الأوركسترا (بالإنجليزية: orchestra leader)‏ هو مدير مسؤول بشكل عام عن قيادة وتوجيه مجموعة أعضاء الأوركسترا ولعب المعزوفات المنفردة الأوركسترالية، في العادة هو الشخص الذي تشاهدونه يحرك يديه الاثنتين ويكون حاملًا لعصا في يده اليسرى ليُعطي الأوامر لأعضاء الفرقة الموسيقية.

## دور قائد الأوركسترا
الدور الأكثر وضوحاً للقائد هو التواصل وتفسير المقطوعات الموسيقية لـ أعضاء الأوركسترا ودمجهم مع بعضهم وجعل صوت الموسيقى متناسق أكثر في العروض الموسيقية الرسمية والتدريبات.